# Mark Mitin
Mark Borisowicz Mitin (Gerszkowicz) (ros. Марк Бори́сович Ми́тин (Гершкович); ur. 22 czerwca?/5 lipca 1901 w Żytomierzu, zm. 15 stycznia 1987 w Moskwie) – radziecki filozof, publicysta i polityk, członek rzeczywisty Akademii Nauk ZSRR.

## Życiorys
Od 1919 członek RKP(b), sekretarz Komitetu Miejskiego Komsomołu w Żytomierzu, 1919-1920 członek oddziałów specjalnego przeznaczenia Armii Czerwonej, 1920 przewodniczący Prawobrzeżnego Biura KC Komsomołu Ukrainy i sekretarz odpowiedzialny kijowskiego gubernialnego komitetu Komsomołu. 1920-1921 sekretarz odpowiedzialny podolskiego gubernialnego komitetu Komsomołu, 1921-1922 studiował na Komunistycznym Uniwersytecie im. Swierdłowa, 1922-1923 nauczyciel szkoły przy fabryce w Moskwie, 1924-1925 zastępca szefa i szef sekcji agitacyjno-propagandowej Wydziału Politycznego i zastępca szefa Wydziału Politycznego 14 Dywizji Piechoty. 1925-1929 studiował na Wydziale Filozofii Instytutu Czerwonej Profesury, 1929-1930 zastępca rektora Akademii Wychowania Komunistycznego im. Krupskiej, 1930-1931 zastępca dyrektora Instytutu Czerwonej Profesury Filozofii i Przyrodoznawstwa, 1931-1939 zastępca dyrektora Instytutu Filozofii Komunistycznej Akademii przy Centralnym Komitecie Wykonawczym (CIK). Od 1933 profesor, doktor nauk filozoficznych, od 28 stycznia 1939 akademik ds. Wydziału Nauk Społecznych Akademii Nauk ZSRR (filozofia), 1931-1944 redaktor pisma "Pod znamieniem marksizma", jednocześnie 1939-1944 dyrektor Instytutu Marksa-Engelsa-Lenina przy KC WKP(b) i członek kolegium redakcyjnego pisma "Bolszewik".
Od 21 marca 1939 do 17 października 1961 członek KC WKP(b)/KPZR, 1941-1944 kierował brygadą lektorów KC WKP(b) i Głównego Zarządu Politycznego Armii Czerwonej, jednocześnie 1941-1945 był członkiem Radzieckiego Biura Propagandy Wojskowo-Politycznej i 1942-1946 członkiem Prezydium Akademii Nauk ZSRR. W ciągu 1942 roku uczestniczył w przygotowywaniu trzeciego tomu pracy zbiorowej pt. „Historia filozofii”. Jako jeden z redaktorów tej pracy, która otrzymała slangową nazwę „szary koń” (ros. серая лошадь), Mitin został wyróżniony Nagrodą Stalinowską, ale jej trzeci tom podczas dyskusji filozoficznej 1947 roku został potępiony przez KC KPZR, Mitina zaś pozbawiono Nagrody Stalinowskiej.
W latach 1944-1950 sekretarzem odpowiedzialnym kolegium redakcyjnego pisma "Bolszewik". 1947-1956 I zastępca przewodniczącego Wszechzwiązkowego Towarzystwa ds. Rozprzestrzeniania Wiedzy Politycznej i Naukowej, 1950-1956 redaktor naczelny gazety "Za trwały pokój, za demokrację ludową", 1956-1960 przewodniczący Zarządu Wszechzwiązkowego Towarzystwa ds. Rozprzestrzeniania Wiedzy Politycznej i Naukowej, 1957-1978 zastępca przewodniczącego Centralnego Zarządu Towarzystwa Przyjaźni Polsko-Radzieckiej. 1960-1968 redaktor naczelny pisma "Woprosy fiłosofii", 1961-1963 członek Biura Wydziału Nauk Ekonomicznych, Filozoficznych i Prawniczych Akademii Nauk ZSRR, 1963-1967 zastępca akademika-sekretarza Wydziału Filozofii i Prawa Akademii Nauk ZSRR, 1963-1978 członek Komitetu Kierowniczego Międzynarodowej Federacji Towarzystw Filozoficznych. 1964-1968 profesor Moskiewskiego Uniwersytetu Państwowego, 1966-1981 przewodniczący Rady Naukowej ds. Problemów Zagranicznych Prądów Ideologicznych przy Sekcji Nauk Społecznych Prezydium Akademii Nauk ZSRR, 1967-1981 członek Biura Wydziału Filozofii i Prawa Akademii Nauk ZSRR, 1971-1974 profesor Akademii Nauk Społecznych przy KC KPZR. 1972-1981 członek Rady Naukowej Akademii Nauk ZSRR ds. Kompleksowego Problemu "Socjalno-Ekonomiczne i Ideologiczne Problemy Rewolucji Naukowo-Technicznej", 1978-1981 członek Prezydium Centralnego Zarządu Towarzystwa Przyjaźni Polsko-Radzieckiej i profesor Wydziału Filozoficznego Moskiewskiego Uniwersytetu Państwowego, 1979-1981 przewodniczący Kolegium Redakcyjnego serii "Filozoficzne Dziedzictwo".
Mitin i jego współwojownicy wzięli na siebie funkcję stróży „czystości ideologicznej” filozofii radzieckiej, co przyniosło uszczerbek rozwojowi nauk humanistycznych i przyrodniczych w ZSRR, ale po XX Zjeździe KPZR Mitin stracił wiele z dotychczasowego autorytetu.
Pochowany na Cmentarzu Nowodziewiczym w Moskwie.

## Odznaczenia i nagrody
- Order Lenina (dwukrotnie - 1961 i 1975)
- Order Rewolucji Październikowej (1971)
- Order Czerwonego Sztandaru Pracy (dwukrotnie - 1945 i 2 sierpnia 1951)
- Order Cyryla i Metodego I klasy (Ludowa Republika Bułgarii, 1972)
- Nagroda Stalinowska (1943)
- Srebrny Medal Światowej Rady Pokoju (1959)
- 1983: Nagroda im. Gieorgija Plechanowa za książkę Idee Lenina i współczesność (ros. Идеи В. И. Ленина и современность)[6]